# Pterophorus caspia
Pterophorus caspia is een vlinder uit de familie vedermotten (Pterophoridae). De wetenschappelijke naam van de soort is voor het eerst geldig gepubliceerd in 1868 door Julius Lederer.